# Enrico Prampolini
Enrico Prampolini (Modena, 20 april 1894 – Rome, 17 juni 1956) was een Italiaans schilder, beeldhouwer en decorontwerper behorend tot het futurisme.

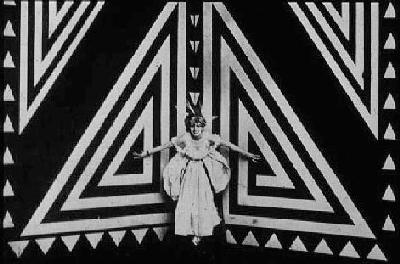
Screenshot uit de futuristische film Thais. 1918.

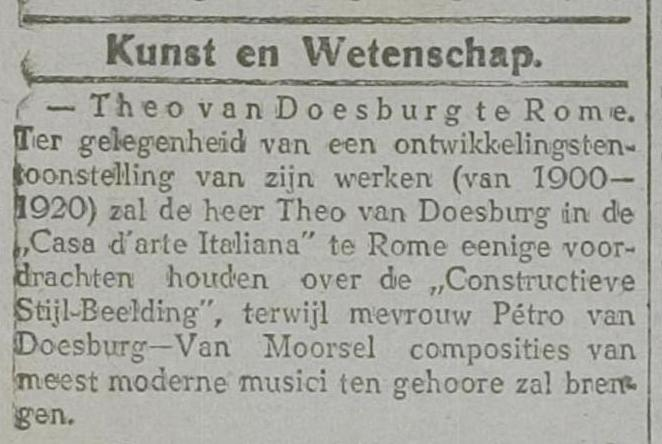
Aankondiging van een lezing van Theo van Doesburg in Prampolinis Casa d'Arte Italiana. 31 maart 1921.

In 1912 schreef hij zich in als student schilderkunst aan de kunstacademie in Rome, maar moest deze instelling al snel weer verlaten, nadat hij zich in een futuristisch manifest tegen haar gekeerd had. Na een ontmoeting met Giacomo Balla ging hij definitief over op het futurisme en nam in 1914 aan twee futuristische tentoonstellingen deel. Met het manifest Scenografia e coreografia begon zijn loopbaan als toneelontwerper.
Prampolini bouwde in de loop van zijn leven een groot, internationaal netwerk van gelijkgestemde kunstenaars op. Zijn ontmoeting met Tristan Tzara in 1916, bijvoorbeeld, leidde tot samenwerking met het dadaïsme, wat zich uitte in verschillende publicaties in het in Zürich uitgegeven tijdschrift Dada. Daarnaast gaf hij samen met Luciano Folgore het tijdschrift Avantscoperta uit. Voor de futuristisch cineast ontwierp hij de decors voor zijn films Perfido incanto en Thais, waarbij de laatste, voor zover bekend, de enig overgebleven futuristische films is.
In 1918 richtte hij samen met Mario Recchi het Casa d'Arte Italiana op, wat tot talloze internationale contacten leidde. Zo werd hij lid van de Novembergruppe en kwam hij via de groep La section d'or in contact met Theo van Doesburg, Piet Mondriaan en andere leden van De Stijl. Ook maakte hij kennis met Walter Gropius, Paul Klee, Wassily Kandinsky, Jean Arp en Alexander Archipenko. Eind 1920 was hij betrokken bij de groots opgezette Exposition internationale d’art moderne in het Palais électoral in Genève. In 1922 sloot hij zich aan bij Unie van Internationale Progressieve Kunstenaars, die echter, mede door toedoen van Van Doesburg, op niets uitliep.
In 1923 publiceerde hij zijn Manifesto dell'art meccanica futurista, in 1924 gevolgd door een manifest over L'atmosfera sciencia futurista, beide over futiristisch toneel en haar vormgeving. Vanaf 1925 verbleef hij enige jaren in Parijs, waar hij niet alleen Pablo Picasso en Georges Braque ontmoette, maar ook samen met Maria Ricotti het Théâtre de la Pantomime Futuriste oprichtte. In 1932 verzorgde hij de vormgeving van de door Mussolini in Rome georganiseerde Mostra della Rivoluzione Fascista. In 1937 keerde Prampolini definitief terug naar Italië, waar hij zich wijdde aan de Aeropittura. Na de Tweede Wereldoorlog hield hij zich alleen nog op informele wijze bezig met de schilderkunst.

## Publicaties
- Enrico Prampolini (juli 1922) 'L'estetica della macchina e l'introspezione meccanica nell'arte', De Stijl, 5e jaargang, nummer 7, pp. 102-105.
- Enrico Prampolini (augustus 1922) 'Relazione del pittore Enrico Prampolini sul „contributo degli artisti italiani d’avanguardia“ presentata al Congresso internazionale artistico di Düsseldorf Maggio — Giugno 1922', De Stijl, 5e jaargang, nummer 8, pp. 123-125.

- Bibsys: 90201037
- Bibliothèque nationale de France: cb12397382h (data)
- CiNii: DA07942746
- Digitale Bibliotheek voor de Nederlandse Letteren: pram002
- Gemeinsame Normdatei: 119315890
- International Standard Name Identifier: 0000 0001 0876 6199
- Library of Congress Control Number: n86118578
- Nationale Bibliotheek van Letland: 000282903
- Musée national d'archéologie, d'histoire et d'art: lkl003577
- Nationale Bibliotheek van Tsjechië: xx0252885
- Nationale Bibliotheek van Israël: 987007354496705171
- Nederlandse Thesaurus van Auteursnamen: 067637272
- RKD-Nederlands Instituut voor Kunstgeschiedenis: 64651
- Istituto Centrale per il Catalogo Unico: CFIV097398
- SNAC: w6639zrk
- Système universitaire de documentation: 033070156
- Union List of Artist Names: 500030206
- Virtual International Authority File: 19762459
- WorldCat: E39PBJxMhRfpQYffXT4PyG9bh3